# Лікофрон
Лікофрон (грец. Λυκόφρων) — грецький граматик і поет, представник Александрійської школи, розквіт його творчості припадає приблизно на 280 до н. е.

## Біографія
Народився в Халкіді на острові Евбея близько 320 до н. е., рік смерті невідомий (приблизно середина III століття до н. е.). Працював в Александрійському мусейоні. Був дуже відомим за часів Птоломея ІІ Філадельфа, за чиїм проханням в Александрійській бібліотеці опрацьовував тексти комедіографів, які були у книгозбірні, склав їхній каталог, що надихнуло його на трактат про комедію. Як софіст Лікофрон мав погляди на суспільство, подібні з тезами Гіппія Елідського.

## Творчість
Трагедії на міфологічні теми (збереглося 20 назв). Серед найвідоміших:
- «Александра» — єдина збережена (варіант «Кассандра», написана ямбом, 1474 вірші, зветься також поемою і розповідає про долю греків, героїв Троянської війни, від загибелі Трої аж до вторгнення Пірра в Італію, про ці події оповідає Кассандра). Оскільки в поемі «Александра» є натяк на успішну завойовницьку політику Рима, вважали, що її написав інший Лікофрон, що жив у II ст. до н. е.;
- сатирична драма «Менедем»;
- історико-літературний трактат «Про комедію» (збереглись уривки), анаграми.